# Séries éliminatoires de la Coupe Stanley 1946
Année précédente Année suivante
Les séries éliminatoires de la Coupe Stanley 1946 font suite à la saison 1945-1946 de la Ligue nationale de hockey. Les Canadiens de Montréal remportent la Coupe Stanley en battant en finale les Bruins de Boston sur le score de 4 matchs à 1.

## Contexte et déroulement des séries
Le premier de la saison régulière rencontre le troisième alors que le deuxième est confronté au quatrième et dernier qualifié pour les séries. Les vainqueurs se rencontrent pour se disputer la Coupe Stanley. Toutes les séries se jouent au meilleur des 7 matches.

## Tableau récapitulatif
|  | Demi-finales              | Demi-finales           | Demi-finales          | Demi-finales          |   |                       | Finale                      | Finale                      | Finale                      | Finale                      |
|  |                           |                        |                       |                       |   |                       |                             |                             |                             |                             |
|  | 19, 21, 24 et 26 mars     | 19, 21, 24 et 26 mars  | 19, 21, 24 et 26 mars | 19, 21, 24 et 26 mars |   |                       | 30 mars, 2, 4, 7 et 9 avril | 30 mars, 2, 4, 7 et 9 avril | 30 mars, 2, 4, 7 et 9 avril | 30 mars, 2, 4, 7 et 9 avril |
|  | 1                         | Canadiens de Montréal  | 4                     | 4                     |   |                       | 30 mars, 2, 4, 7 et 9 avril | 30 mars, 2, 4, 7 et 9 avril | 30 mars, 2, 4, 7 et 9 avril | 30 mars, 2, 4, 7 et 9 avril |
|  | 1                         | Canadiens de Montréal  | 4                     | 4                     |   |                       | 30 mars, 2, 4, 7 et 9 avril | 30 mars, 2, 4, 7 et 9 avril | 30 mars, 2, 4, 7 et 9 avril | 30 mars, 2, 4, 7 et 9 avril |
|  | 3                         | Black Hawks de Chicago | 0                     | 0                     |   |                       | 30 mars, 2, 4, 7 et 9 avril | 30 mars, 2, 4, 7 et 9 avril | 30 mars, 2, 4, 7 et 9 avril | 30 mars, 2, 4, 7 et 9 avril |
|  | 3                         | Black Hawks de Chicago | 0                     | 0                     | 1 | Canadiens de Montréal | 4                           | 4                           |                             |                             |
|  | 19, 21, 24, 26 et 28 mars |                        |                       |                       | 1 | Canadiens de Montréal | 4                           | 4                           |                             |                             |
|  |                           |                        | 2                     | Bruins de Boston      | 1 | 1                     |                             |                             |                             |                             |
|  | 2                         | Bruins de Boston       | 2                     | Bruins de Boston      | 1 | 1                     | 4                           | 4                           |                             |                             |
|  | 2                         | Bruins de Boston       |                       |                       |   |                       |                             | 4                           |                             |                             |
|  | 4                         | Red Wings de Détroit   | 1                     | 1                     |   |                       |                             |                             |                             |                             |
|  | 4                         | Red Wings de Détroit   | 1                     | 1                     |   |                       |                             |                             |                             |                             |

## Détails des séries

### Demi-finales

#### Canadiens de Montréal contre Black Hawks de Chicago
| 19 mars | Montréal | 6-2 (1-1, 3-0, 2-1) | Chicago | Forum de Montréal 12 012 spectateurs |

| Feuille de match | Feuille de match | Feuille de match                | Feuille de match                                                                     | Feuille de match                                     |
| ---------------- | --- | ------------------------------- | ------------------------------------------------------------------------------------ | ---------------------------------------------------- |
|                  | Hiller (Fillion) — 8 min 33 s - Lach (Harmon, Blake) — 28 min 32 s Reay — 36 min 29 s Hiller (Reay) — 36 min 48 s Blake (Lach, K. Reardon) — 50 min 29 s - Richard (Blake, Lach) — 54 min 40 s | 1-0 1-1 2-1 3-1 4-1 5-1 5-2 6-2 | - Gee (Mariucci, Cooper) — 17 min 25 s - Mosienko (Kaleta, C. Smith) — 52 min 22 s - | Arbitrage : Bill Chadwick Sam Babcock et Bill Scherr |
| Durnan           | Gardiens | Karakas                         |                                                                                      | Arbitrage : Bill Chadwick Sam Babcock et Bill Scherr |
|                  | |                                 |                                                                                      | Arbitrage : Bill Chadwick Sam Babcock et Bill Scherr |
| 34               | Tirs | 18                              |                                                                                      | Arbitrage : Bill Chadwick Sam Babcock et Bill Scherr |

| 21 mars | Montréal | 5-1 (3-1, 1-0, 1-0) | Chicago | Forum de Montréal |

| Feuille de match | Feuille de match | Feuille de match        | Feuille de match                          | Feuille de match                                     |
| ---------------- | --- | ----------------------- | ----------------------------------------- | ---------------------------------------------------- |
|                  | Fillion (Hiller, Lach) — 6 min 40 s Peters (Reay) — 8 min 40 s Richard (Blake, Lach) — 9 min 45 s - Mosdell (Blake) — 30 min 2 s Peters (Chamberlain) — 5 min 45 s | 1-0 2-0 3-0 3-1 4-1 5-1 | - C. Smith (D. Bentley) — 19 min 13 s - - | Arbitrage : George Gravel Sam Babcock et Bill Scherr |
| Durnan           | Gardiens | Karakas                 |                                           | Arbitrage : George Gravel Sam Babcock et Bill Scherr |
|                  | |                         |                                           | Arbitrage : George Gravel Sam Babcock et Bill Scherr |
| 35               | Tirs | 25                      |                                           | Arbitrage : George Gravel Sam Babcock et Bill Scherr |

| 24 mars | Chicago | 2-8 (2-2, 0-3, 0-3) | Montréal | Chicago Stadium 17 006 spectateurs |

| Feuille de match | Feuille de match                                             | Feuille de match                        | Feuille de match | Feuille de match                                   |
| ---------------- | ------------------------------------------------------------ | --------------------------------------- | --- | -------------------------------------------------- |
|                  | - M. Bentley (Wares) — 15 min 6 s C. Smith — 18 min 17 s - - | 0-1 0-2 1-2 2-2 2-3 2-4 2-5 2-6 2-7 2-8 | Blake (Richard, Lach) — 12 min 42 s O'Connor (Blake) — 14 min 7 s - O'Connor (Blake) — 24 min 2 s Mosdell (Fillion) — 29 min 31 s Chamberlain (Peters) — 35 min 36 s Blake (Lach) — 49 min 40 s Richard — 50 min 35 s Fillion (Lamoureux, O'Connor) — 54 min 34 s | Arbitrage : King Clancy Sam Babcock et Bill Scherr |
| Karakas          | Gardiens                                                     | Durnan                                  | | Arbitrage : King Clancy Sam Babcock et Bill Scherr |
|                  |                                                              |                                         | | Arbitrage : King Clancy Sam Babcock et Bill Scherr |
|                  |                                                              |                                         | | Arbitrage : King Clancy Sam Babcock et Bill Scherr |

| 26 mars | Chicago | 2-7 (1-2, 1-2, 0-3) | Montréal | Chicago Stadium 16 599 spectateurs |

| Feuille de match | Feuille de match                                                             | Feuille de match                    | Feuille de match | Feuille de match                                     |
| ---------------- | ---------------------------------------------------------------------------- | ----------------------------------- | --- | ---------------------------------------------------- |
|                  | - Mosienko (D. Bentley) — 11 min 26 s - Hamill (Gee, Chad) — 30 min 27 s - - | 0-1 1-1 1-2 2-2 2-3 2-4 2-5 2-6 2-7 | Blake (O'Connor, Lach) — 6 min 4 s - Richard (O'Connor) — 12 min 1 s - Blake (Lach) — 30 min 54 s Chamberlain (Mosdell) — 37 min 5 s Lach (Lamoureux) — 49 min 55 s Blake (Richard) — 57 min 33 s Reardon (Fillion) — 58 min 42 s | Arbitrage : Bill Chadwick Sam Babcock et Bill Scherr |
| Karakas          | Gardiens                                                                     | Durnan                              | | Arbitrage : Bill Chadwick Sam Babcock et Bill Scherr |
|                  |                                                                              |                                     | | Arbitrage : Bill Chadwick Sam Babcock et Bill Scherr |
|                  |                                                                              |                                     | | Arbitrage : Bill Chadwick Sam Babcock et Bill Scherr |

#### Bruins de Boston contre Red Wings de Détroit
| 19 mars | Boston | 3-1 (1-1, 0-1, 1-0) | Détroit | Boston Garden 13 900 spectateurs |

| Feuille de match | Feuille de match                                                                                 | Feuille de match | Feuille de match                 | Feuille de match                                    |
| ---------------- | ------------------------------------------------------------------------------------------------ | ---------------- | -------------------------------- | --------------------------------------------------- |
|                  | Egan — 3 min 30 s (SN) Shill (Guidolin, Gallinger) — 19 min 5 s - Guidolin (Shill) — 51 min 43 s | 1-0 2-0 2-1 3-1  | - Watson (Brown) — 27 min 51 s - | Arbitrage : King Clancy Jim Primeau et Eddie Mepham |
| Brimsek          | Gardiens                                                                                         | Lumley           |                                  | Arbitrage : King Clancy Jim Primeau et Eddie Mepham |
|                  |                                                                                                  |                  |                                  | Arbitrage : King Clancy Jim Primeau et Eddie Mepham |
|                  |                                                                                                  |                  |                                  | Arbitrage : King Clancy Jim Primeau et Eddie Mepham |

| 21 mars | Boston | 0-3 (0-2, 0-0, 0-1) | Détroit | Boston Garden 13 900 spectateurs |

| Feuille de match | Feuille de match | Feuille de match | Feuille de match                                                                     | Feuille de match                                    |
| ---------------- | ---------------- | ---------------- | ------------------------------------------------------------------------------------ | --------------------------------------------------- |
|                  | - -              | 0-1 0-2 0-3      | Lundy — 7 min 32 s Conacher (Couture) — 12 min 38 s Watson (Armstrong) — 59 min 22 s | Arbitrage : Bill Chadwick Jim Primeau, Eddie Mepham |
| Brimsek          | Gardiens         | Lumley           |                                                                                      | Arbitrage : Bill Chadwick Jim Primeau, Eddie Mepham |
|                  |                  |                  |                                                                                      | Arbitrage : Bill Chadwick Jim Primeau, Eddie Mepham |
|                  |                  |                  |                                                                                      | Arbitrage : Bill Chadwick Jim Primeau, Eddie Mepham |

| 24 mars | Détroit | 2-5 (0-1, 0-1, 2-3) | Boston | Olympia Stadium 13 317 spectateurs |

| Feuille de match | Feuille de match                                          | Feuille de match            | Feuille de match | Feuille de match                                    |
| ---------------- | --------------------------------------------------------- | --------------------------- | --- | --------------------------------------------------- |
|                  | - Gauthier (Hollett) — 52 min 42 s Liscombe — 53 min 25 s | 0-1 0-2 0-3 0-4 0-5 1-5 2-5 | Schmidt (Crawford) — 2 min 50 s Dumart (Schmidt) — 24 min 52 s Egan (Bauer) — 40 min 25 s Schmidt (Dumart) — 41 min 31 s Dumart (Bauer) — 51 min 40 s - - | Arbitrage : George Gravel Jim Primeau, Eddie Mepham |
| Lumley           | Gardiens                                                  | Brimsek                     | | Arbitrage : George Gravel Jim Primeau, Eddie Mepham |
|                  |                                                           |                             | | Arbitrage : George Gravel Jim Primeau, Eddie Mepham |
|                  |                                                           |                             | | Arbitrage : George Gravel Jim Primeau, Eddie Mepham |

| 26 mars | Détroit | 1-4 (0-2, 0-0, 1-2) | Boston | Olympia Stadium 13 069 spectateurs |

| Feuille de match | Feuille de match                         | Feuille de match    | Feuille de match | Feuille de match                                  |
| ---------------- | ---------------------------------------- | ------------------- | --- | ------------------------------------------------- |
|                  | - Gauthier (Carveth, Hollett) — 51 min - | 0-1 0-2 0-3 1-3 1-4 | Bauer (Dumart) — 2 min 8 s Dumart (Crawford) — 14 min 54 s Guidolin (Gallinger) — 44 min 6 s - Terry Reardon (K. Smith) — 51 min 30 s | Arbitrage : King Clancy Jim Primeau, Eddie Mepham |
| Lumley           | Gardiens                                 | Brimsek             | | Arbitrage : King Clancy Jim Primeau, Eddie Mepham |
|                  |                                          |                     | | Arbitrage : King Clancy Jim Primeau, Eddie Mepham |
| 34               | Tirs                                     | 15                  | | Arbitrage : King Clancy Jim Primeau, Eddie Mepham |

| 28 mars | Boston | 4-3 (pr) (2-0, 0-1, 1-2, 1-0) | Détroit | Boston Garden 13 900 spectateurs |

| Feuille de match | Feuille de match | Feuille de match            | Feuille de match                                                                                                | Feuille de match                                    |
| ---------------- | --- | --------------------------- | --- | --------------------------------------------------- |
|                  | Guidolin (K. Smith) — 7 min 4 s Bauer (Schmidt, Henderson) — 14 min 3 s - Reardon (K. Smith, Cowley) — 44 min 24 s - Gallinger — 69 min 51 s | 1-0 2-0 2-1 3-1 3-2 3-3 4-3 | - Gauthier (Lindsay) — 31 min - Brown (Quackenbush) — 52 min 53 s Bruneteau (Couture, Conacher) — 59 min 13 s - | Arbitrage : Bill Chadwick Jim Primeau, Eddie Mepham |
| Brimsek          | Gardiens | Lumley                      | | Arbitrage : Bill Chadwick Jim Primeau, Eddie Mepham |
|                  | |                             | | Arbitrage : Bill Chadwick Jim Primeau, Eddie Mepham |
|                  | |                             | | Arbitrage : Bill Chadwick Jim Primeau, Eddie Mepham |

### Finale
| 30 mars | Montréal | 4-3 (pr) (0-0, 2-2, 1-1, 1-0) | Boston | Forum de Montréal |

| Feuille de match | Feuille de match | Feuille de match            | Feuille de match                                                                                  | Feuille de match                                   |
| ---------------- | --- | --------------------------- | ------------------------------------------------------------------------------------------------- | -------------------------------------------------- |
|                  | Bouchard — 20 min 21 s (SN) Fillion — 23 min 19 s - Chamberlain (Richard) — 56 min 23 s Richard (Bouchard) — 69 min 8 s | 1-0 2-0 2-1 2-2 2-3 3-3 4-3 | - Guidolin (Cain) — 25 min 9 s Dumart (Schmidt) — 28 min 2 s Crawford (Guidolin) — 54 min 4 s - - | Arbitrage : King Clancy Sam Babcock, George Gravel |
| Durnan           | Gardiens | Brimsek                     |                                                                                                   | Arbitrage : King Clancy Sam Babcock, George Gravel |
|                  | |                             |                                                                                                   | Arbitrage : King Clancy Sam Babcock, George Gravel |
| 43               | Tirs | 25                          |                                                                                                   | Arbitrage : King Clancy Sam Babcock, George Gravel |

| 2 avril | Montréal | 3-2 (pr) (1-1, 0-1, 1-0, 1-0) | Boston | Forum de Montréal |

| Feuille de match | Feuille de match                                                         | Feuille de match    | Feuille de match                                      | Feuille de match                                     |
| ---------------- | ------------------------------------------------------------------------ | ------------------- | ----------------------------------------------------- | ---------------------------------------------------- |
|                  | Lach (Richard) — 1 min 6 s - Bouchard — 50 min 10 s Peters — 56 min 55 s | 1-0 1-1 1-2 2-2 3-2 | - Egan — 16 min 55 s Bauer (Schmidt) — 23 min 4 s - - | Arbitrage : Bill Chadwick Sam Babcock, George Gravel |
| Durnan           | Gardiens                                                                 | Brimsek             |                                                       | Arbitrage : Bill Chadwick Sam Babcock, George Gravel |
|                  |                                                                          |                     |                                                       | Arbitrage : Bill Chadwick Sam Babcock, George Gravel |
|                  |                                                                          |                     |                                                       | Arbitrage : Bill Chadwick Sam Babcock, George Gravel |

| 4 avril | Boston | 2-4 (1-2, 1-0, 0-2) | Montréal | Boston Garden |

| Feuille de match | Feuille de match                                                                          | Feuille de match        | Feuille de match                                                                                        | Feuille de match                                   |
| ---------------- | ----------------------------------------------------------------------------------------- | ----------------------- | --- | -------------------------------------------------- |
|                  | - Guidolin (Shill, Henderson) — 11 min 1 s - Reardon (K. Smith, Cowley) — 38 min 41 s - - | 0-1 1-1 1-2 2-2 2-3 2-4 | Lach — 10 min 14 s - Mosdell (Harmon) — 14 min 13 s - Mosdell — 42 min 45 s Hiller (Lach) — 65 min 18 s | Arbitrage : King Clancy George Gravel, Sam Babcock |
| Brimsek          | Gardiens                                                                                  | Durnan                  | | Arbitrage : King Clancy George Gravel, Sam Babcock |
|                  |                                                                                           |                         | | Arbitrage : King Clancy George Gravel, Sam Babcock |
| 28               | Tirs                                                                                      | 31                      | | Arbitrage : King Clancy George Gravel, Sam Babcock |

| 7 avril | Boston | 3-2 (pr) (0-0, 1-1, 1-1, 1-0) | Montréal | Boston Garden |

| Feuille de match | Feuille de match                                                                                              | Feuille de match    | Feuille de match                                                 | Feuille de match                                     |
| ---------------- | --- | ------------------- | ---------------------------------------------------------------- | ---------------------------------------------------- |
|                  | Henderson (Gallinger) — 28 min 5 s - Gallinger (Cain) — 43 min 1 s - Reardon (K. Smith, Cowley) — 75 min 13 s | 1-0 1-1 2-1 2-2 3-2 | - Richard (Harmon) — 33 min 46 s - Richard (Lach) — 44 min 4 s - | Arbitrage : Bill Chadwick George Gravel, Sam Babcock |
| Brimsek          | Gardiens | Durnan              |                                                                  | Arbitrage : Bill Chadwick George Gravel, Sam Babcock |
|                  | |                     |                                                                  | Arbitrage : Bill Chadwick George Gravel, Sam Babcock |
| 20               | Tirs | 39                  |                                                                  | Arbitrage : Bill Chadwick George Gravel, Sam Babcock |

| 9 avril | Montréal | 6-3 (3-2, 0-1, 3-0) | Boston | Forum de Montréal |

| Feuille de match | Feuille de match | Feuille de match                    | Feuille de match                                                              | Feuille de match                                   |
| ---------------- | --- | ----------------------------------- | ----------------------------------------------------------------------------- | -------------------------------------------------- |
|                  | - Fillion (Hiller) — 9 min 55 s - Lach (Eddolls) — 15 min 51 s Mosdell (Harmon) — 18 min 28 s - Blake (Lach) — 51 min 6 s Chamberlain — 54 min 5 s Hiller (Lach) — 57 min 13 s | 0-1 1-1 1-2 2-2 3-2 3-3 4-3 5-3 6-3 | Cowley — 5 min 42 s - Bauer (Dumart) — 14 min 1 s - Schmidt — 27 min 15 s - - | Arbitrage : King Clancy George Gravel, Sam Babcock |
| Durnan           | Gardiens | Brimsek                             |                                                                               | Arbitrage : King Clancy George Gravel, Sam Babcock |
|                  | |                                     |                                                                               | Arbitrage : King Clancy George Gravel, Sam Babcock |
| 43               | Tirs | 22                                  |                                                                               | Arbitrage : King Clancy George Gravel, Sam Babcock |